# Carles Fages de Climent
Carles Fages de Climent (Figueres, 16 maggio 1902 – Figueres, 1º ottobre 1968) è stato uno scrittore spagnolo in lingua catalana. Fu narratore, drammaturgo, poeta, critico d'arte e critico letterario e giornalista dell'Empordà.
Nel 2018, in occasione del cinquantesimo anniversario della morte dello scrittore, è stato ufficialmente commemorato l'Anno Fages de Climent.

## Biografia
Nacque a Figueres il 16 maggio 1902 da una casata empordanesa che in seguito ritrasse con orgoglio nel suo romanzo Climent del 1933. Trascorse la sua infanzia nella casa padronale di Castelló d'Empúries, dove iniziò gli studi e, di tanto in tanto, trascorreva le estati a Torroella de Fluvià.
Dopo aver frequentato le scuole a Castelló d'Empúries, nel 1913 comincia il liceo nel collegio dei gesuiti in carrer Casp a Barcellona. Nel 1919 si iscrive a Diritto e a Lettere e Filosofia all'Università di Barcellona. Si suppone che fu a Figueres che conobbe Salvador Dalí, probabilmente per via di una qualche irruzione pittorica pubblica o di qualche mostra collettiva in cui Dalí dovette partecipare a partire dal 1921, ma non si ha contezza del momento e del luogo ove si produsse questa prima conoscenza. Fages frequenta l'università nello stesso momento in cui la frequentano Eugeni d'Ors, Josep Maria de Sagarra, Carles Riba e altre figure del mondo delle lettere di allora. In seguito andò a Madrid, dove si laureò in Lettere classiche (con una tesi sul paesaggio nella poesia di Omero) e dove incontra di nuovo Salvador Dalí e, per mezzo di questi, Federico Garcia Lorca. Passò la maggior parte della sua infanzia nella casa padronale di Castelló d'Empúries, che aveva un orto e dove ora si trova il Portal de la Gallarda, un ristorante appartenente ai suoi antenati. Già da giovane inizia una feconda attività letteraria, centrata principalmente nella poesia.
A vent'anni ottiene il "Flor Natural" ai Jocs Florals di Girona (1922). Nel 1923 si fa conoscere pubblicamente con un recital di poesie nella Biblioteca Popular di Figueres e poco dopo comincia a pubblicare la sua opera poetica con il libro Les bruixes de Llers (le streghe di Llers) del 1924, illustrato da Salvador Dalí e con un prologo di Ventura Gassol. Carles Rahola considera quest'opera come una "rivelazione di un talento epico". Sposatosi nel 1926 con Ramona Mir i Vadal, andò a vivere a Barcellona, dove si dedicò quasi esclusivamente alla letteratura. Nel corso degli anni, la coppia ebbe quattro figli: Maria Lluïsa, Marc Enric, Maria Antònia i Pere Ignasi, el més petit dels quatre. Nel 1929 pubblica El bruel, seguito dal romanzo Climent nel 1933. La Guerra Civile lo coglie a Castelló d'Empúries, dove si vede privato dei propri beni. Torna a Barcellona e pubblica, nel 1938, i Sonets a Maria Clara. Finita la guerra e vessato dai problemi economici, decide di stabilirsi alla casa padronale di Castelló d'Empúries.
Carles Rahola nella sua Antologia de prosistes i poetes catalans (Antologia di prosisti e poeti catalani) pubblicata a Girona nel 1933, non ha dubbi nell'includervi Fages de Climent insieme al fiore delle lettere catalane: Pompeu Fabra, Àngel Guimerà, Joan Alcover, Anicet de Pagès, Guerau de Liost, Josep Maria de Sagarra i Víctor Català. Ottiene anche il 'Flor Natural' dei Jocs Florals di Girona, Mallorca, Barcelona, Sant Sadurni d'Anoia, e il premio di Poesia Catalana della Città di Barcellona nel 1959, fra gli altri. Collabora con vari giornali e riviste (La Vanguardia, Diari de Barcelona, Telestel, Los sitios, etc.). Gli ultimi anni della sua vita, Fages li passa lontano da Barcellona, nella sua Empordà natale, nella casa padronale dei Climent, a Castelló d'Empúries. Il 1º ottobre 1968 muore a Figueres. Poco prima di morire chiede di ascoltare la Messa da Requiem di Fauré.

## Opera
Fages de Climent contribuì a rendere mitica attraverso la letteratura la sua regione natia, prendendo l'Empordà, la tramontana e la sua gente come temi base di molteplici produzioni letterarie (poesia, prosa, teatro e giornalismo). Così, creò personaggi letterari quali il "Sabater (ciabattino) d'Ordis" -equivalente, secondo Eugeni d'Ors, al Chisciotte di Cervantes- e contribuì in maniera decisiva a conferire determinati attributi ad alcuni paesi (Llers, terra di streghe, Vila-sacra, capitale del mondo). Allo stesso tempo, il suo grande interesse per la pittura gli rese possibile relazionarsi e stabilire connessioni con vari artisti.

### Fages e Dalì
Il compagno di scuola Salvador Dalí è stato uno degli artisti con cui ha collaborato maggiormente, tanto che ebbe il privilegio di poter disporre di sue illustrazioni per i propri scritti, tra cui quelli di Les bruixes de Llers (1924) e Balada del Sabater d'Ordis ( 1954 ), con prologo di Eugeni d'Ors ed epilogo del pittore. Dalí e Fages hanno lavorato insieme a El triomf i el rodolí de la Gala i en Dalí, in occasione dell'omaggio che la città di Figueres ha reso, nel 1961, al pittore. Fages mise i versi e Dalí i disegni di accompagnamento, realizzati in un unico cartone e, secondo il poeta, in una sola notte. Il testo è una biografia poetica del pittore e le illustrazioni sono una sintesi geniale di tutto il simbolismo daliniano dell'epoca. Vi sono orologi morbidi, formiche, l'angelo di Millet, il Sabater d'Ordis, e alcuni dei nomi dei principali referenti daliniani, come Picasso o Gaudí. Va anche menzionato il Crist de la Tramuntana nel Teatro-Museo di Gala Salvador Dalí, realizzato da Salvador Dalí in omaggio al poeta in occasione della sua morte, e che allude a una delle poesie più note di Fages, "Oració al Crist de la tramuntana":
Senyor, empareu la closa i el sembrat,

doneu el verd exacte al nostre prat

i mesureu la tramuntana justa

que eixugui l'herba i no ens espolsi el blat.»

### Josep Pla su Fages
Josep Pla dedica gran parte del volume 38 della suaObra Completa, Escrits Empordanesos, a Fages de Climent, di cui dice che "aveva la letteratura nel sangue. È uno scrittore di paese, (…), letterariamente geografico, specialmente dell'Empordà, (…) è un localista: a volte volgare, a volte molto intelligente. Con un uomo così andrò sempre d'accordo .
Pla apprezzava molto il rapporto personale tra Dalí e Fages. Nell'Empordà, dopo tante valanghe, sommosse, sovversioni e trombe, sono comparsi due veri cavernicoli, come si diceva ai tempi della Repubblica: Dalí e Fages. Questi due conservatori dell'Empordà sono stati gli spiriti più liberi, più aperti, meno cavernicoli che questo paese abbia prodotto. A Figueres (Fages) divenne un uomo estremamente noto e popolare (…). Così come Dalí è diventato pittoresco da sé, a Fages il pittoresco non è stato attribuito da sé stesso, ma dai cittadini.
Pla, d'altro canto, afferma che si vociferava che fosse stato Dalí a suggerire a Fages l'idea di scrivere " Somni de Cap de Creus ". (…) Questa poesia deve essere l'unica cosa seria che sia stata scritta fino ad oggi su Cap de Creus e la sua geografia, la sua storia e il modo di vivere delle persone che calpestano il paese. Non credo sia stato molto difficile per Dalí incoraggiare Fages a scrivere questa poesia, non solo perché Fages conosceva questi luoghi correttamente, ma anche perché conosceva il loro potere poetico. Fages, conclude Pla, era l'uomo giusto per scrivere il poema di Cap de Creus .

### Gli epigrammi
Josep Pla parla anche dei celebri epigrammi di Fages de Climent. Ebbe il dono dell'epigramma, che a mio modesto parere è un mezzo letterario eccelso. Ne scrisse di meravigliosi. Ne ha di mancati, frivoli, di cattivo gusto, ma ce ne sono di perfetti, letterariamente ben costruiti, ammirevoli, che durano tanto quanto possono durare questa specie di storie umano-letterarie. Ne scrisse moltissimi, se li pubblicava da solo in forma molto precaria, piegando centinaia di fogli copiati a macchina, ma la sua popolarità nell'Empordà era dovuta al passaparola. Fages ebbe molta facilità a improvvisare epigrammi e non c'è chierico, curiale, borghese o politico dell'Empordà a cui non ne dedicò uno.
Nel 2002, centenario della sua nascita, si pubblicarono circa un migliaio di epigrammi, commentati da Joan Ferreros. Una definizione asettica che si adatterebbe agli epigrammi di Fages de Climent sarebbe, secondo questo critico letterario, la seguente: composizione breve, in versi, che esprime un pensiero, una riflessione o un consiglio, in forma acuta e pungente, spesso -ma non sempre- satirica e burlesca.

### Prosa
Fra le sue opere in prosa si distacca Climent (1933), scritta a partire da elementi autobiografici tratti dall'archivio di famiglia. Tramite le figure di Enric Climent i Casadevall e Enric Climent i Vidal, bisbisavolo e bisnonno dell'autore rispettivamente, Fages presenta l'ordine della vita delle famiglie possidenti del XIX secolo, le lotte politiche, le passioni, l'esilio, l'abuso di potere e il coraggio, e un principio di vitalità sempre eretto a criterio di condotta e libertà personale, creando un ricco quadro storico del XIX secolo.

### Fages al cinema
Nel 2012 il regista Arcadi Lozano Pujol ha diretto il docufilm Balada empordanesa. L'opera letteraria di Carles Fages de Climent e l'amicizia e collaborazione artistica con Dalì sono il filo conduttore di questo lavoro cinematografico che dà vita a personaggi emblematici dell'opera fagesiana, quali il Sabater d'Ordis. Il documentario ricorda la città di Figueres dell'inizio del XX secolo e traccia un percorso nel secolo scorso, attraverso la vita di Carles Fages de Climent e di Salvador Dalì.

## Catalogo delle opere

### Prosa
- Climent (1933)
- Fortuny, la mitad d'una vida (en castellà)
- Vilasacra, capital del món, amb un pròleg d'Alexandre Deulofeu (1967)
- Anècdotes empordaneses (inèdit)
- Articles (2003)
- Memòries. A la recerca de mi mateix (2014)
- Els meus difunts (2017)

### Poesia
- Les bruixes de Llers, amb un pròleg de Ventura Gassol i amb il·lustracions de Salvador Dalí (1924)
- Tamarius i roses (1925)
- Sonets a Maria-Clara (1938)
- Balada del Sabater d'Ordis, amb un pròleg d'Eugeni d'Ors i un epíleg de Salvador Dalí (1954)
- Epigrames (Llibres I, II i III)
- Epigrames (a cura de Joan Ferrerós)
- Emporium, la de les tres muralles
- El pintor d'esguards (inacabat)
- Llibre de sonets
- Cent consells d'amor
- Poema dels Tres Reis
- Somni de Cap de Creus (2003)
- Zoo
- Auques i balades. Auques, balades, cançons, elegies, glosses i sonets epigramàtics
- Segon recull d'epigrames
- Trena de set aigües (2014)
- Auca de mi mateix (2016)
- Vellut de veus : poesia inèdita (2018)
- Balada del Sabater d'Ordis (2018)
- Les Bruixes de Llers (2018)

### Teatro
- El bruel (1928)
- El jutge està malalt (1935)
- La Dama d'Aragó (1955)
- La Capsa de música (2018)